# Saulière
Le Saulière, également appelé la Soudeillette ou la Soudeille, est une rivière française du Massif central, dans le département de la Corrèze, un affluent de la Luzège et un sous-affluent de la Dordogne.

## Géographie
Le Saulière prend sa source à plus de 900 mètres d’altitude, sur la commune d'Ambrugeat, au nord de la forêt de la Cubesse.
Il arrose Soudeilles puis rejoint la Luzège deux kilomètres au sud-est de Moustier-Ventadour.

## À voir
- l’église Saint-Martin de Soudeilles
- les ruines du château de Ventadour

## Départements et communes traversés
- Corrèze : Soudeilles, Moustier-Ventadour

## Hydrographie
Son principal affluent est, le ruisseau du Millet (le ruisseau du Deiro), 13 km, qui après avoir longé l’aérodrome d'Égletons, conflue en rive droite, trois kilomètres au nord-ouest de Moustier-Ventadour.
Le 15 février 1990, la station hydrologique de Moustier-Ventadour a enregistré un débit maximal journalier de 50,1 m3/s.